# Ragnar Stare
Ragnar Alexander Stare (* 24. November 1884 in Västerhejde; † 30. Juni 1964 in Stockholm) war ein schwedischer Sportschütze.

## Erfolge
Ragnar Stare nahm an den Olympischen Spielen 1920 in Antwerpen in der Mannschaftskonkurrenz mit dem Kleinkalibergewehr teil. Mit ihr belegte er hinter den US-Amerikanern und vor den Norwegern den zweiten Platz belegte und gewann somit die Silbermedaille. Mit 365 Punkten war er der schwächste Schütze der Mannschaft, zu der neben Stare noch Sigvard Hultcrantz, Leonard Lagerlöf, Erik Ohlsson und Oscar Eriksson gehörten.